# ISO 3166-2:BH
ISO 3166-2:BH è uno standard ISO che definisce i codici geografici delle suddivisioni del Bahrein; è un sottogruppo dello standard ISO 3166-2.
Attualmente i codici sono attribuiti ai quattri governatorati del Bahrein. Sono formati dalla sigla BH- (sigla ISO 3166-1 alpha-2 dello Stato), seguito da due cifre.

## Codici
| Codice | Governatorato  |
| ------ | -------------- |
| BH-13  | Capitale       |
| BH-14  | Meridionale    |
| BH-15  | Muharraq       |
| BH-17  | Settentrionale |